# Cuidado con el lujo
Cuidado con el lujo, a veces llamado El mundo al revés, es una pintura al óleo de 1663 del pintor holandés Jan Steen, ahora en el Kunsthistorisches Museum en Viena.
La pintura describe una casa desordenada abandonada a un comportamiento licencioso o impropio. En este contexto la palabra lujo del título implica exceso o autoindulgencia. Las figuras, la mayoría haciendo nada bueno, están reunidas en la composición en una formación aproximadamente triangular centrada por la joven obviamente de moral suelta que de frente sonríe coquetamente al espectador.
La tela es una ilustración humorística de un dicho holandés que promueve el ascetismo- ""In weelde siet toe..." - que al completo significa "En los buenos tiempos cuidado con las consecuencias". En este caso la señora de la casa ha caído dormida, dejando a los otros miembros de la familia aprovecharse. En primer plano, con un violinista amenizando el flirteo, su marido coquetea con la joven provocativa, que sostiene una copa de vino. Él mismo se ríe de las advertencias de dos sobrios predicadores de negro, un cuáquero, con un onomatopéyico pato en el hombro, leyendo textos piadosos, y una beguina, que lo amonesta. De hecho, el hombre lanza unas rosas a un cerdo expresando literalmente el dicho.
Los niños aprovechan la falta de supervisión para hacer travesuras. El más pequeño, sentado en su trona, juega con un caro collar, la niña birla algo de la alacena, y su hermano menor prueba una pipa. El perro se ha subido a la mesa y come el pastel. La barrica se derrama y por el suelo hay cosas tiradas de la juerga, una jarra, naipes, la pipa y el sombrero del hombre, trozos de galletas.
Los avisos de las consecuencias también están presentes mediante el mono que detiene el reloj de pared y una cesta que cuelga del techo con una espada y una muleta, símbolos respectivos de muerte violenta y enfermedad. La moraleja del cuadro es así clara: los pecadores culpables del pecado mortífero de lujuria (un deseo incontrolado de placeres terrenales) deben esperar algún castigo.
Algunos de los temas de la pintura aparecen también en otra obra cómica pero moralizante de Steen, Los efectos de la intemperancia.